# Edmund Husserl
Edmund Gustav Albrecht Husserl, född 8 april 1859 i Proßnitz, död 27 april 1938 i Freiburg im Breisgau, var en tysk filosof. Han är känd som den moderna filosofiska fenomenologins fader.

## Biografi
Efter studentexamen påbörjade Husserl universitetsstudier i Leipzig. Han studerade matematik för Karl Weierstrass och Leo Königsberger och  disputerade 1883 med avhandlingen Beiträge zur Variationsrechnung. Genom Franz Brentano kom Husserl i kontakt med filosofin. År 1887 var Husserl färdig med sin andra avhandling: Om talbegreppet: psykologiska analyser. Han rörde sig alltså i gränslandet mellan matematik och filosofi, liksom hans samtida Gottlob Frege, som för övrigt hårt kritiserade Husserls avhandling. Den följdes av ett arbete om aritmetikens filosofi 1891. Efter sina studier blev Husserl professor först i Halle och Göttingen senare i Freiburg im Breisgau.
Husserl kom dock att överge den psykologiska ansatsen i och med Logische Untersuchungen i två band (senare tre band) 1900–1901. Band ett utgör en uppgörelse med psykologismen, medan band två (och tre) presenterar vad Husserl anser vara den nödvändiga grunden att bygga matematiken och logiken på – fenomenologin.
1911 publicerade Husserl en artikel i tidskriften Logos med titeln Philosophie als strenge Wissenschaft i vilken polemiken mot psykologismen skärps och utvidgas till att inbegripa de två monismerna naturalism och historicism och de världsåskådningar de ger upphov till. Han presenterar också ett program för filosofin vilket syftar till att föra tillbaka kunskapen till dess ursprung: "På ett objektivt giltigt sätt kan [individen] få kunskap endast om väsen och väsensrelationer och därmed slutgiltigt åstadkomma allt som är nödvändigt för att klargöra och förstå all empirisk kunskap och all kunskap överhuvudtaget ... korrelationen mellan 'vara' (naturvaro, värdevaro etc.) och 'medvetande'".
Möjligheten att genomföra programmet undersöks i Idéen zu einer reinen Phänomenologie und phänomenologische Philiosophie (1913) i tre band varav två och tre publicerades postumt. I verket attackeras det naturvetenskapliga, avhumaniserade och avhumaniserande intrånget i humanvetenskapen. En skarp gräns dras också mellan essentia (vad något är) och existentia (att något är) vilket har blivit en bärande pelare i hermeneutiken. Metoden att skilja dessa två åt bär det tekniska namnet epoché.
Husserls viktigaste texter efter Idéer är Cartesianska meditationer (1929) och Den europeiska mänsklighetens kris och filosofin (1936/1954). I den förra presenteras utförligt en intersubjektivitetsteori. I den senare behandlas livsvärlden och relationen mellan vetenskap och filosofi.